# Francesco Landini

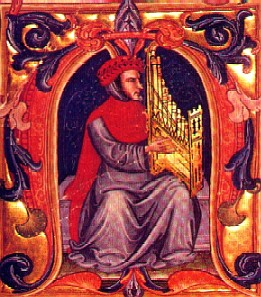
Landini spelar på en miniatyrorgel; illustration från Squarcialupi Codex från 1600-talet.

Francesco Landini, född cirka 1325 i Fiesole, död 2 september 1397 i Florens, var en italiensk kompositör. Han var en av förgrundsgestalterna för den italienska trecentostilen under 1300-talet. och komponerade bara sekulär musik, framförallt madrigaler, caccior och ballator.

## Fotnoter
1. 1 2  SNAC, SNAC Ark-ID: w6f4878r, läs online, läst: 9 oktober 2017.[källa från Wikidata]
2. 1 2  Find a Grave, Find A Grave-ID: 20398397, läs online, läst: 9 oktober 2017.[källa från Wikidata]
3. ↑  CONOR.Sl, CONOR.SI-ID: 86176611, läst: 9 oktober 2017.[källa från Wikidata]
4. ↑  Encyclopædia Britannica, Encyclopædia Britannica Online-ID: biography/Francesco-Landinitopic/Britannica-Online, läst: 9 oktober 2017.[källa från Wikidata]